# 야구공

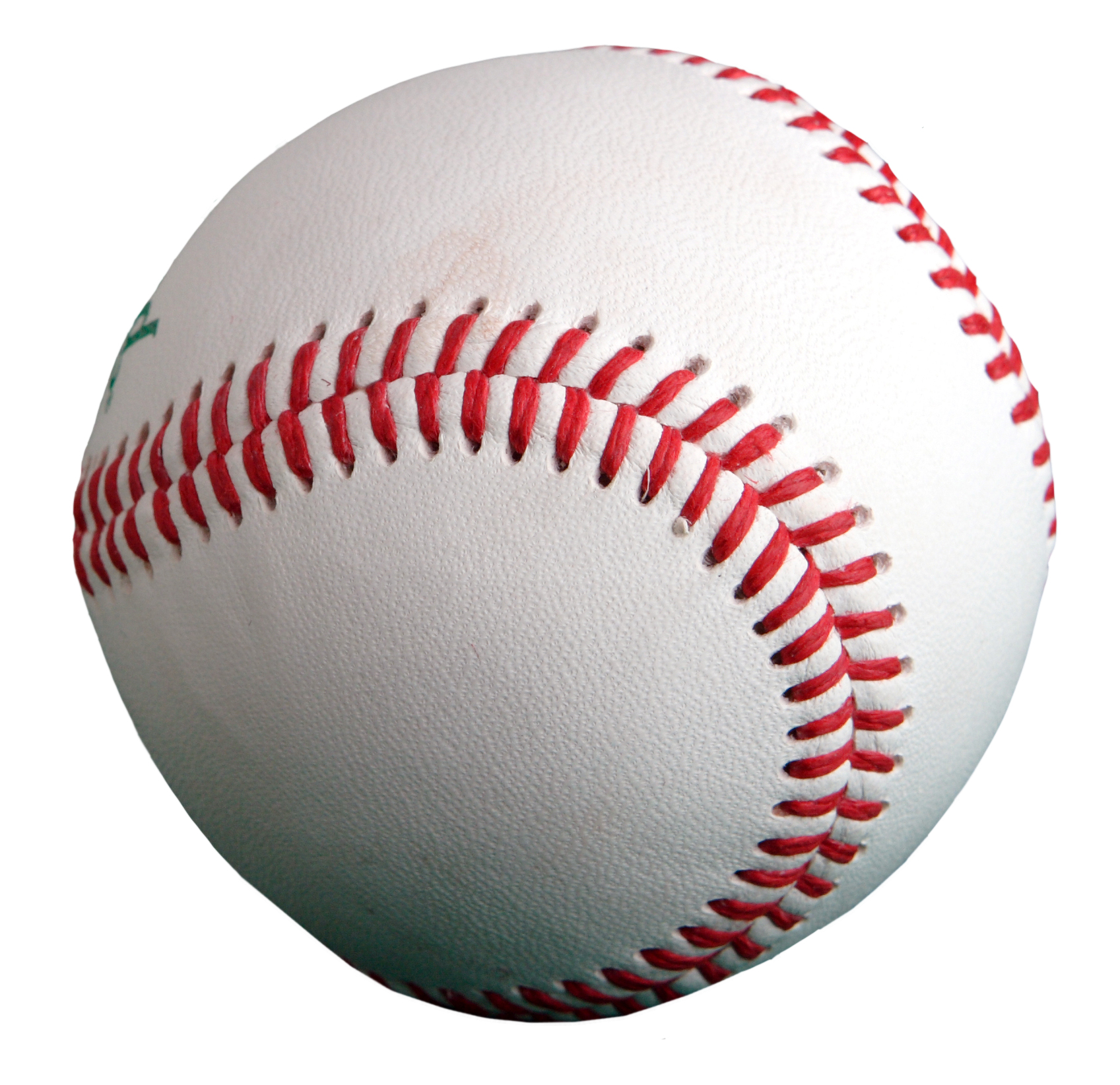
야구공

야구공(野球 -, baseball)은 야구 경기를 할 때에 사용하는 공이다. 코르크, 고무, 쇠가죽 등을 사용한다. 수십개의 조각을 이어붙여서 만드는 축구공과는 달리 야구공은 단 두조각으로만 이어붙여서 만들며 실밥은 108개이다.
보통 중량은 141.7g ~ 148.8g 정도 된다. 공 둘레의 길이는 22.9 cm ~ 23.5 cm 정도 되며, 크게 L호, A호, B호, C호로 나뉜다. 이것보다 크기가 초과, 미만되는 공은 쓸수없다.

## 종류
L호
- 지름: 71.5mm ~ 72.5mm
- 중량: 134.2g ~ 137.8g
- 반발: 80.0 cm ~ 100.0 cm

A호
- 지름: 69.5mm ~ 70.5mm
- 중량: 133.2g ~ 136.8g
- 반발: 80.0 cm ~ 100.0 cm

B호
- 지름: 71.5mm ~ 72.5mm
- 중량: 140.7g ~ 144.3g
- 반발: 50.0 cm ~ 70.0 cm

C호
- 지름: 67.5mm ~ 68.5mm
- 중량: 125.7g ~ 129.3g
- 반발: 65.0 cm ~ 85.0 cm

## 같이 보기
- 크리켓공